# Echinoleucopis
Echinoleucopis är ett släkte av tvåvingar. Echinoleucopis ingår i familjen markflugor.
Kladogram enligt Catalogue of Life:
| Echinoleucopis | \| \| Echinoleucopis bennetti \| \| \| \| \| \| Echinoleucopis ceroplastophaga \| \| \| \| \| \| Echinoleucopis grioti \| \| \| \| \| \| Echinoleucopis iota \| \| \| \| \| \| Echinoleucopis lota \| \| \| \| \| \| Echinoleucopis macula \| \| \| \| \| \| Echinoleucopis nigrolinea \| \| \| \| |
|                | \| \| Echinoleucopis bennetti \| \| \| \| \| \| Echinoleucopis ceroplastophaga \| \| \| \| \| \| Echinoleucopis grioti \| \| \| \| \| \| Echinoleucopis iota \| \| \| \| \| \| Echinoleucopis lota \| \| \| \| \| \| Echinoleucopis macula \| \| \| \| \| \| Echinoleucopis nigrolinea \| \| \| \| |
|                | Acrometopia |
|                | |
|                | Anchioleucopis |
|                | |
|                | Anochthiphila |
|                | |
|                | Chaetoleucopis |
|                | |
|                | Chamaemyia |
|                | |
|                | Cremifania |
|                | |
|                | Leucochthiphila |
|                | |
|                | Leucopis |
|                | |
|                | Leucopomyia |
|                | |
|                | Lipoleucopis |
|                | |
|                | Mallochianamyia |
|                | |
|                | Melaleucopis |
|                | |
|                | Melanochthiphila |
|                | |
|                | Neoleucopis |
|                | |
|                | Notochthiphila |
|                | |
|                | Paraleucopis |
|                | |
|                | Parapamecia |
|                | |
|                | Parochthiphila |
|                | |
|                | Plunomia |
|                | |
|                | Pseudodinia |
|                | |
|                | Pseudoleucopis |
|                | |
|                | Toropamecia |
|                | |
|                | Echinoleucopis bennetti |
|                | |
|                | Echinoleucopis ceroplastophaga |
|                | |
|                | Echinoleucopis grioti |
|                | |
|                | Echinoleucopis iota |
|                | |
|                | Echinoleucopis lota |
|                | |
|                | Echinoleucopis macula |
|                | |
|                | Echinoleucopis nigrolinea |
|                | |

|  | Echinoleucopis bennetti        |
|  |                                |
|  | Echinoleucopis ceroplastophaga |
|  |                                |
|  | Echinoleucopis grioti          |
|  |                                |
|  | Echinoleucopis iota            |
|  |                                |
|  | Echinoleucopis lota            |
|  |                                |
|  | Echinoleucopis macula          |
|  |                                |
|  | Echinoleucopis nigrolinea      |
|  |                                |